# Congrés dels Beges
El Congrés dels Beja (Beja Congress) és un partit polític del Sudan que representa al poble dels beges.
Algun beges educats ja havien explorat el 1948 la possibilitat de crear un partit polític beja sent el seu cap Ustaz Mohamed Karrar Kajar. El Dr Taha Osman Baliyya un beja que havia estat metge personal del negus Haile Selassie a Etiòpia, va retornar al Sudan el 1951 i va treballar a l'Hospital de Port Sudan iniciant activitat política i arribant a president del consell local de la ciutat. El 1953 Kajar va celebrar una reunió a Port Sudan amb Baliyya i es va decidir tirar endavant la creació d'un congrés dels Beges. El mateix 1953 M. D. Ismail publicava un pamflet(Kifa’h-al-Bija, The Struggle of the Beja), en que demanava el final de la marginació dels beges. Era un moment d'activitat política i el 1954 els nubis o nubes de les muntanyes Nuba formaven el seu propi grup, la Unió General de les Muntanyes Nuba, i al Darfur es començava el Moviment Fur (1956; després donaria pas el 1968 al Moviment Soni o Sony); aquests grups sentien a la seva gent marginada.
La independència del Sudan es va declarar l'1 de gener de 1956 i a l'abril diversos intel·lectuals i caps tribals beges es van reunir a Por Sudan, al Club Beja preparatòria del congrés nacional. L'agost de 1958 els representants d'ètnia beja del parlament van convidar a Port Sudan al primer ministre Abdallah Khalil i se li van presentar dotze peticions, sent la principal un control major sobre els afers regionals; el govern va acollir favorablement les peticions; una segona reunió es va celebrar a mitjan octubre de 1958 amb assistència de representants de totes les subtribus beges, els seus caps, els caps tradicionals, i diverses persones d'ètnia beja de tots els sectors. Es pot considerar que el Congrés es va fundar en aquesta reunió. Baliyya fou elegit president i Abu Musa Ali secretari. L'Umma va mostrar el seu suport al Congrés. El 17 de novembre el govern democràtic era enderrocat pel general Ibrahim Abbud i els partits polítics suspesos.
La democràcia es va restaurar després de la revolució d'octubre de 1964. El 30 d'octubre entrava en funcions un govern de transició. Els partits polítics van poder reprendre l'activitat. En les eleccions d'abril de 1965, mercès al boicot a les eleccions a la regió del Partit Popular Democràtic Sudanès (PPDS), va aconseguir fer elegir a nou candidats independents representants de les tribus beges (anomenats aleshores la Unió Tribal Beja) membres del Congrés del Beges foren elegits, i un més s'hi va afegir després. En canvi a les eleccions del 1968 l'atenció es va desviar cap al problema del sud, i el PPDS i el Partit Nacional Unionista s'havien unit en el Partit Democràtic Unionista Sudanès, i només va aconseguir tres escons. El 25 de maig de 1969 el cop d'estat de Gaafar al-Nimeiry va prohibir altre cop els partits polítics i fins al 1985 la Unió Socialista Sudanesa fou l'únic partit autoritzat. Alguns beges van cooperar amb el règim i en un moment van arribar a tenir 9 dels llocs dirigents de l'Estat Oriental, però com a cooperadors de Nimeiry no tenien suport popular.
En les eleccions de 1986 el Front Nacional Islàmic va crear una organització beja destinada a competir pels escons regionals: el Congrés Islàmic dels Beges; el nom implicava que si era islàmic, l'altra grup no ho era. El Congrés va mantenir el seu programa de defensa de la cultura, la llengua i les tradicions dels beges, sense considerar la religió com un element fonamental, tot i que els beges eren gairebé tots musulmans. El 30 de juny de 1989 els militars propers al Front Nacional Islàmic van donar un cop d'estat i van assolir el poder. Es va crear un Consell Revolucionari de 15 membres anomenat Consell de Comandament Revolucionari per la Salvació Nacional (Revolutionary Command Council for National Salvation, RCC) presidit pel general Omar al-Bashir; els partits foren prohibits i l'activitat política esdevingué il·legal; els caps de l'oposició foren arrestats i les forces armades foren purgades; els diaris independents clausurats. El governador elegit democràticament de l'estat oriental, el beja Mohamed Osman Karrar, fou substituït per un oficial de l'exèrcit de la zona del Nil i àrab i el 1990 Karrar fou executat junt amb 27 oficials i 200 soldats (la major part beges) acusats de preparar un cop d'estat.
A l'estat oriental i altres es van expropiar terres, principalment de la família al-Mirghani, dirigents de la confraria Khatamiyya, una part de les quals van anar a mans d'Osama bin Laden. El NIF va reclutar per la força molts beges per les Forces Populars de Defensa, una milícia del règim. El 1991 alguns beges van presentar peticions a al-Bashir que en el seu discurs va semblar acollir-les favorablement, però res va canviar. El Congrés va fer seves la declaració de Londres de 1992 i la declaració de Nairobi de 1993.
El RCC va durar fins al 1993, quan al-Bashir es va fer nomenar president de la república. Poc mesos després del cop d'estat es creava l'Aliança Nacional Democràtica i el Congrés dels Beges va decidir passar a la lluita armada i va ingressar a l'organització el 1994. Es va iniciar lentament la lluita però l'activitat fou limitada; van rebre ajut d'Eritrea i va mantenir alguns grups armats al Front Oriental a la zona fronterera amb aquest estat.
L'Acord d'Asmara del juny de 1995 va decidir la continuació de la lluita armada. La lluita va seguir fins al 2005 amb la Pau de Nairobi coneguda com a Comprensive Peace Agreement (CPA). El 1996 se li va assignar el nord de la part oriental del Sudan a la frontera amb Eritrea, amb centre a Hamishkoreib. El 1999 va donar suport a la declaració de Kampala, a la declaració del Caire i a la declaració de Trípoli; el 2000 va donar suport a la segona declaració d'Asmara. En aquest temps va operar a la frontera la Beja Relief Organization (BRO) una organització d'ajuda, que va col·laborar amb les agència internacionals d'ajut humanitari a la zona, però fou considerada corrupte perquè inflava els números per rebre més ajuts. L'ingrés al Front Oriental del EPAS, va reforçar aquest front. El EPAS es va haver de retirar conforme als acords de Nairobi (CPA) i el Congrés dels Beges va quedar gairebé sol en la lluita. El 29 de gener de 2005 es va aliar als Lleons Lliures Rashaida que lluitaven també a la regió oriental i després s'hi va aunir el Moviment de la Justícia i la Igualtat del Darfur (suport principalment política, ja que les seves forces militars eren a l'oest). Des del CPA la lluita va seguir durant 18 mesos fins a les negociacions de pau. L'anomenat Eastern Sudan Peace Agreement fou signat el 14 d'octubre de 2006 a Asmara, Eritrea.
El Congrés dels Beges va participar en les eleccions de l'abril de 2010, presentant uns 100 candidats però només un fou elegit.

## Bandera
La bandera del Congrés dels Beges és l'antiga bandera sudanesa (1956-1969) amb un triangle vermell al pal. El Front oriental utilitza també els colors de l'antiga bandera sudanesa però el triangle vermell té la base a la part superior de la bandera junt al pal i el vèrtex a la inferior també junt al pal.